# Áreas silvestres protegidas de Chile

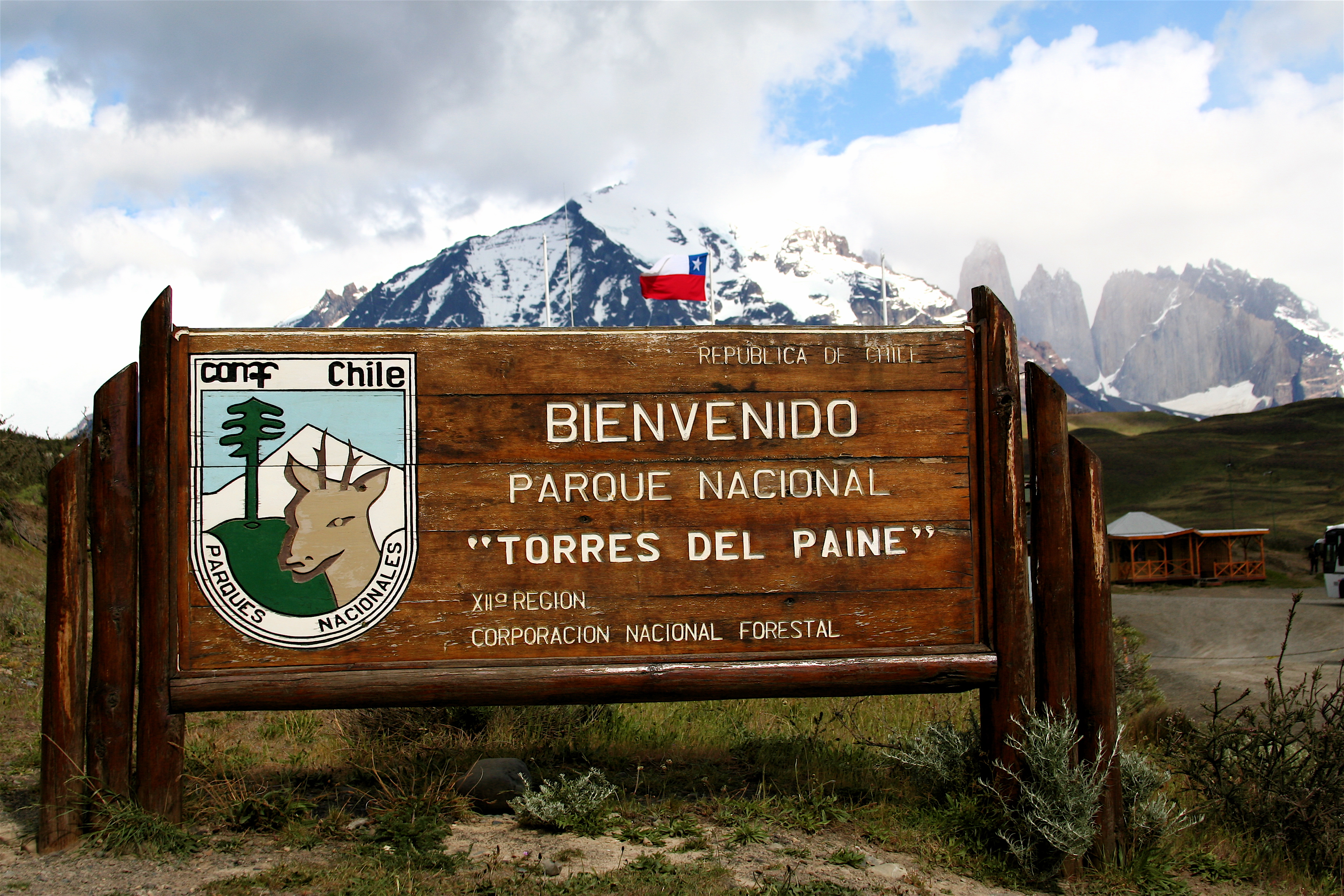
Parque nacional Torres del Paine.

Las áreas silvestres protegidas de Chile corresponden a espacios naturales de importancia tal que deben ser conservados y protegidos, tanto por el Estado de Chile como por las regiones, provincias o municipios, los organismos internacionales —sitios Ramsar o Reservas de la Biósfera— o, incluso, entidades públicas o privadas.

## Historia
Junto con el avance de la colonización de las regiones al sur del Biobío, se manifestó en la década de 1870 un discurso conservacionista que intentó contrarrestar la destrucción de los bosques y los espacios naturales del país. En este marco, en 1872 se aprobó la ley sobre "Corta de bosques" y el 16 de enero de 1879 se promulgó el decreto sobre "Reservas de Bosques Fiscales", que dispuso que en la venta de terrenos pertenecientes al Estado en las provincias de Arauco, Valdivia y Llanquihue y en el Departamento de Angol, se reservara una faja de montaña de no menos de 10 kilómetros de espesor que recorriera todas esas provincias en sentido norte sur, formando una barrera verde para la contención de las aguas y la protección de las tierras agrícolas del valle longitudinal.
A partir de este precedente jurídico y de la activa labor de personajes como Federico Albert, el 30 de septiembre de 1907, se emitió a través del Ministerio del Interior, el Decreto Supremo N.º 1540, mediante el cual se estableció la Reserva Fiscal Malleco, la más antigua de Chile. Desde entonces y hasta 1913, el fisco constituyó las reservas forestales de Tirúa, Alto del Bío-Bío, Villarrica, Llanquihue, Petrohué, Puyehue y Chiloé, con un total de 600.000 hectáreas repartidas entre Concepción y Chonchi.
El Decreto Ley 4.363 de 1931, más conocido como Ley de Bosques, otorgó al Presidente de la República la facultad para establecer parques y reservas nacionales. Posteriormente, la Ley de Colonización N.º 5.604, del 15 de febrero de 1935, permitió, en algunos casos, la colonización en Reservas Forestales y Parques nacionales. Hasta el año 1965 se habían creado 26 Parques nacionales con una superficie aproximada de 11,5 millones de hectáreas y protegido diversas especies vegetales. En el año 1966 se crearon otros cinco Parques nacionales con una superficie total de 111 mil hectáreas: Laguna de los Cisnes, Los Pingüinos y Monte Balmaceda en Magallanes; Punta del Viento en Coquimbo y Lautaro en Cautín. Además se formaron ese año cinco nuevas reservas forestales con una superficie total de 487 mil hectáreas. Esto elevó a 2,2 millones de hectáreas la superficie afecta al régimen de conservación del Estado y significó un aumento del 28 por ciento sobre el total anterior a 1965. Posteriormente entre 1970 y 1974 se establecieron otros doce Parques nacionales y tres Reservas nacionales.
A partir de la década de 1970, la Corporación Nacional Forestal (CONAF) asumió la dirección de los asuntos relacionados al bosque en el país. En el ámbito de la conservación, CONAF desarrolló el sistema de áreas silvestres protegidas por el Estado (SNASPE) que a fines de la década de 1980 comprendía 29 Parques nacionales, 36 Reservas nacionales y 9 Monumentos Naturales, que cubrían un área aproximada de 14 millones de hectáreas custodiadas por 269 guarda parques que debían atender un promedio de 600 mil visitantes al año.

## Sistema de Áreas Silvestres Protegidas por el Estado
El Sistema de Áreas Silvestres Protegidas por el Estado (SNASPE) está regulado mediante la ley 18362 de 1984 y su administración está a cargo de la Corporación Nacional Forestal (CONAF). A enero de 2019, esta administración cubría una superficie terrestre aproximada de 15,3 millones de hectáreas, equivalentes al 20,4% del territorio nacional.
Por otra parte, el Ministerio del Medio Ambiente (MMA) mantiene un Registro Nacional de Áreas protegidas que distingue las siguientes tipos: parque nacional, reserva nacional, reserva forestal, monumento natural, reserva región virgen, área marina costera protegida, parque marino, reserva marina, santuario de la naturaleza, área protegida privada.
Este registro nacional considera también las designaciones sitio Ramsar, reserva de la biósfera, bien nacional protegido, paisaje de conservación, sitio prioritario ley 19.300 (artículo 11, letra D), sitio prioritario estrategia regional de biodiversidad

### Parques Nacionales
Los Parques nacionales son áreas de gran extensión con ambientes y hábitats únicos y representativos de la diversidad biológica nacional, las cuales se han mantenido prácticamente inalteradas por la acción humana y que poseen capacidad de autoperpetuarse. Sus especies de flora y fauna, además, tienen gran importancia e interés para las ciencias y la educación. El objetivo de los parques nacionales son la preservación de estos ambientes y la compatibilización con actividades educativas, investigativas y recreativas. Esta definición incluye también los parques marinos.
El artículo 5° de la ley chilena n.° 18.362, de 1984, define a los parques nacionales como un área generalmente extensa, donde existen diversos ambientes únicos o representativos de la diversidad ecológica natural del país, no alterados significativamente por la acción humana, capaces de autoperpetuarse, y en que las especies de flora y fauna o las formaciones geológicas son de especial interés educativo, científico o recreativo. Los objetivos de esta categoría de manejo son la preservación de muestras de ambientes naturales, de rasgos culturales y escénicos asociados a ellos; la continuidad de los procesos evolutivos, y, en la medida compatible con lo anterior, la realización de actividades de educación, investigación o recreación.

### Reservas Nacionales
Las Reservas Nacionales son áreas de menor extensión que el parque nacional, en el que es necesaria su conservación y cuidado debido al peligro de que este ambiente único pueda sufrir cambios irreparables y dañar el medio ambiente y el bienestar de la comunidad.

### Reserva Forestal
En la definición legal de esta categoría parecen haber diferencias dentro de los organismos estatales encargados del tema. Transcribimos aquí sin más comentarios el texto presentado por el MMA en su página web:
Definición y objetivos: Esta categoría de protección no responde a un concepto o definición descrito en la base jurídica que la sustenta. Sin embargo, el Art. 10 de la Ley de Bosques señala que “con el objeto de regularizar el comercio de maderas, garantizar la vida de determinadas 94 / La Situación Jurídica de las Actuales Áreas Protegidas de Chile especies arbóreas y conservar la belleza del paisaje, el Presidente de la República podrá establecer Reservas de Bosques y parques nacionales de turismo en los terrenos fiscales apropiados a dichos fines y en terrenos particulares que se adquieran por compra o expropiación.
Base legal: Las Reservas de Bosques o Reservas Forestales se encuentran establecidas en: 
- el D.S. N° 4.363, de 1931, del Ministerio de Tierras y Colonización,
- en la Ley de Bosques.
- en el D.L. N° 1.939, de 1977, del Ministerio de Tierras y Colonización, sobre Adquisición, Administración y Disposición de Bienes del Estado. En consecuencia, esta categoría de protección tiene una consagración jurídica formal, de rango legal.

El MMA contabiliza 22 unidades de este tipo, con un total de 4.483.490,73 ha.

### Monumentos Naturales
Los Monumentos Naturales son áreas de superficie reducida y específica en torno a un lugar geográfico de gran importancia arqueológica, cultural o natural. Se caracterizan por la presencia de sitios geológicos únicos o de especies nativas de flora y fauna.

### Reserva región virgen
Definición y objetivos del espacio señalado:
Región administrada por los poderes públicos, donde existen condiciones primitivas naturales de flora, fauna, vivienda y comunicaciones, con ausencia de caminos para el tráfico de motores y vedada a toda explotación comercial.
Sin embargo, en el ministerio no tiene aún zonas registradas bajo ese tipo de protección.

### Área marina costera protegida
El MMA define de la siguiente manera esta categoría:
El espacio que incluye porciones de agua y fondo marino, rocas, playas y terrenos de playa fiscales, flora y fauna, recursos históricos y culturales que la ley u otros medios eficientes colocan en reserva para proteger todo o parte del medio así delimitado. Este tipo de área se usa a nivel mundial para conservar la biodiversidad, proteger las especies marinas en peligro, reducir los conflictos de uso, generar instancias de investigación y educación; y desarrollar actividades comerciales y recreativas. Asimismo, otro objetivo de estas áreas es la conservación del patrimonio histórico-cultural marino y costero de las comunidades que las habitan para el desarrollo sostenible del turismo, la pesca y la recreación.
El MMA considera 13 unidades con esta categoría y un área total de 59.884.623,16 ha.

### Parque marino
El MMA describe los objetivos y la definición de la siguiente manera:
Áreas marinas específicas y delimitadas destinadas a preservar unidades ecológicas de interés para la ciencia y cautelar áreas que aseguren la mantención y diversidad de especies hidrobiológicas, como también aquellas asociadas a su hábitat. En ellos, no se puede realizar ninguna actividad, salvo aquellas que se autoricen con propósitos de observación, investigación o estudio.
Chile tiene ocho parques marinos con una extensión de 45.113.151,00 ha.

### Reserva marina
El MMA las considera como Áreas de resguardo de los recursos hidrobiológicos con el objeto de proteger zonas de reproducción, caladeros de pesca y áreas de repoblamiento por manejo.
Se contabilizan 5 reservas con un total de 8.340,03 ha.

### Santuarios de la Naturaleza
La Ley Nº17.288 de Monumentos Nacionales establece que: 

"Son santuarios de la naturaleza todos aquellos sitios terrestres o marinos que ofrezcan posibilidades especiales para estudios e investigaciones geológicas, paleontológicas, zoológicas, botánicas o de ecología, o que posean formaciones naturales, cuya conservación sea de interés para la ciencia o para el Estado."
Ley N.º 17.288 de Monumentos Nacionales, artículo 31, De los Santuarios de La Naturaleza e investigaciones científicas.

Por otra parte, al CMN le corresponde pronunciarse dentro del Sistema de Evaluación de Impacto Ambiental (SEIA), ante cualquier proyecto, programas o actividades que pretendan realizarse al interior de los SN. De esta forma, el CMN es el Órgano del Estado que entrega el Permiso Ambiental Sectorial N.º 78 (PAS 78), y que autoriza actividades como trabajos de construcción o excavación, pesca, caza, explotación rural o cualquiera otra actividad que de alguna forma afecte el estado natural de los SN.
De acuerdo a las estadísticas publicadas por el Consejo de Monumentos Nacionales en mayo de 2024, actualmente existen 102 Santuarios de la Naturaleza en Chile.

### Sistema de áreas silvestres protegidas por privados
Categoría:Parques privados de Chile, Anexo:Parques privados en Chile
Entes privados también cumplen un papel en la protección de la naturaleza en Chile. Son 308 zonas que representan el 10% de las áreas protegidas en el país. Esta iniciativa privada toma diferentes formas: comunitarias (indígenas, no indígenas), familiares (pequeños, medianos y grandes propietarios), corporativas (universidades, sin fines de lucro, empresas)
A pesar de la actividad privada, el ministerio del Medio Ambiente reconoce que hasta la fecha el país carece de definiciones operativas básicas, estándares y procedimientos administrativos que establezcan qué criterios y condiciones deben cumplir estas iniciativas para ser reconocidas oficialmente por el Estado de Chile.

### Sitio Ramsar
El Estado de Chile ha suscrito la «Convención relativa a los humedales de importancia internacional especialmente como hábitat de aves acuáticas», conocida en forma abreviada como «Convenio de Ramsar». En el territorio chileno hay declarados dieciséis sitios Ramsar, con una superficie total de 363927 ha.
La definición dada por el MMA es:
Denomínase Humedal de Importancia Internacional o Sitio Ramsar aquella área terrestre que incluya vegas y bofedales, y acuíferos que los alimentan, praderas húmedas, bosques pantanosos, turberas, lagos, lagunas, ríos, así como marismas, estuarios o deltas en que se conservan ecosistemas, hábitats y especies, así declarada en el marco de la Convención relativa a los Humedales de Importancia Internacional especialmente como Hábitat de Aves Acuáticas. El objetivo de esta categoría es la protección y conservación de los humedales, así como los recursos hídricos, promover su uso sustentable considerando las dimensiones ecológica, económica y social, de manera de contribuir a la protección del patrimonio ambiental nacional, regional y local, y en particular al de comunidades locales que dependen de los bienes y servicios ecosistémicos del área.

### Reserva de la biósfera
Las reservas de la biosfera son zonas de ecosistemas terrestres o costeros/marinos, o una combinación de ambos, reconocidas en el plano internacional como tales en el marco del «Programa sobre el hombre y la biosfera» (MaB) de la Unesco. Con el conjunto de reservas de la biosfera, se creó la «Red mundial de reservas de la biosfera». Funcionan como un modelo que indica la forma en cómo el ser humano debe convivir con la naturaleza, y la mayor parte de su territorio puede estar habitada por seres humanos y en tal territorio se pueden realizar actividades que se consideran no afectan negativamente al medioambiente, por ejemplo ganadería extensiva y racional o actividades de explotación forestal sustentable.
En Chile existe 10 zonas, con un total de 10.937.253,00 ha.

### Bienes nacionales protegidos
Los Bienes nacionales protegidos son un subsistema de propiedad pública y administración privada de áreas de conservación existente desde 2002 con fines de conservación y desarrollo sustentable. Este sistema ha sido emprendido por el Ministerio de Bienes Nacionales de Chile.

### Paisaje de conservación
El MMA da la siguiente definición:
Territorio que posee un patrimonio natural y valores culturales y paisajísticos asociados de especial interés regional o nacional para su conservación. Delimitado geográficamente incorporando propiedad pública y/o privada, y gestionado a través de un acuerdo de adhesión voluntaria entre los actores locales, en el cual se establecen objetivos explícitos para implementar una estrategia consensuada y efectiva de conservación y desarrollo, por medio de actividades que se fundamentan en la protección y puesta en valor del patrimonio, en la vulnerabilidad de este y en el mejoramiento de la calidad de vida de la población. (MMA – Proyecto GEF SIRAP, Diciembre 2013).
Actualmente existen 2 zonas.

### Sitio prioritario ley 19.300 (artículo 11, letra D)
Estos lugares no tienen una protecció legal. Su designación fue producto de un trabajo realizado en cada una de las regiones de Chile, al amparo de los Comités Regionales de Biodiversidad, coordinados por la entonces Comisión Nacional del Medio Ambiente (CONAMA), entre los años 2001 y 2002.
Se contabilizan 64 de ellos con un área total de 4.606.973,53 ha.

### Sitio prioritario estrategia regional de biodiversidad
Estos lugares, también llamados Sitios Prioritarios para la Conservación de la Biodiversidad, no tienen un estatus de protección legal, el MMA no les asigna código alguno de la Unión Internacional para la Conservación de la Naturaleza (UICN), pero nacieron de un trabajo realizado en cada una de las regiones de Chile, al amparo de los Comités Regionales de Biodiversidad, coordinados por la entonces Comisión Nacional del Medio Ambiente (CONAMA), entre los años 2001 y 2002.
El MMA registra 266 de tales sitios con un total de 9.575.762,68 ha.

## Sistema de áreas silvestres protegidas por las comunas
Varias comunas del área oriente de Santiago se han unido para administrar, por medio de la Asociación Parque Cordillera, zonas de recreo ubicadas en los faldeos de la Cordillera de los Andes que sirven para el esparcimiento de los habitantes de la ciudad. Su objetivo es conservar y proteger los recursos naturales cordilleranos de la Región Metropolitana, elevándolos al sitial de patrimonio natural.